# Centrum Architektury w Wiedniu

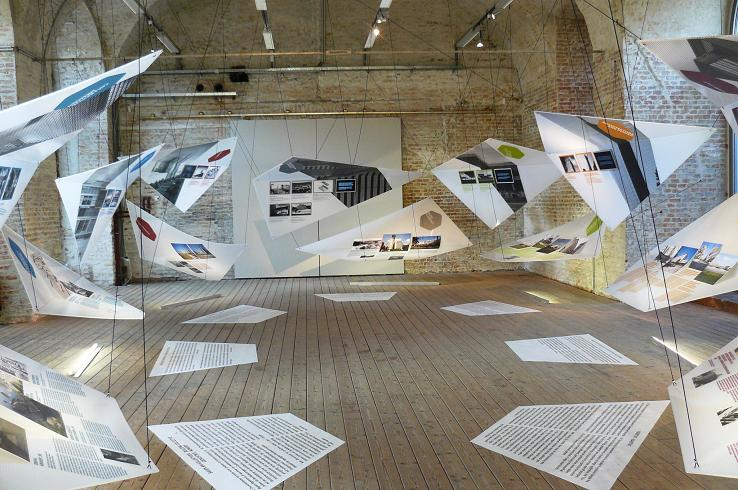
Powierzchnie wystawiennicze

Centrum Architektury w Wiedniu (niem.: Architekturzentrum Wien, skrót: Az W) – ośrodek badawczo-muzealny w Wiedniu, znajdujący się w obrębie MuseumsQuartier, skupiający swoje zainteresowania przede wszystkim na architekturze i urbanistyce XX i XXI wieku. Założony w 1993.

## Działalność
Osią ekspozycji jest stała wystawa: a_schau. Österreichische Architektur im 20. und 21. Jahrhundert, dotycząca architektury współczesnej w Austrii (od 1850), ze szczególnym uwzględnieniem Wiednia. Ukazuje ona ciągi przyczynowo-skutkowe, owocujące powstawaniem kolejnych prądów architektonicznych, na tle wydarzeń europejskich. 
Oprócz odrębnych wystaw czasowych organizowane są prezentacje prac poszczególnych architektów, dyskusje panelowe, wycieczki, warsztaty dla dzieci i młodzieży, publikowane są wydawnictwa naukowe. Na terenie zespołu wystawienniczego działa kawiarnia i restauracja MILO, której wnętrza zaprojektowali Anne Lacaton i Jean-Philippe Vassal, a kasetony wykonała Asiye Kolbai-Kafalier. Ponadto do dyspozycji są obszerne biblioteki tematyczne (27 000 publikacji) i bazy danych on-line.

## Historia

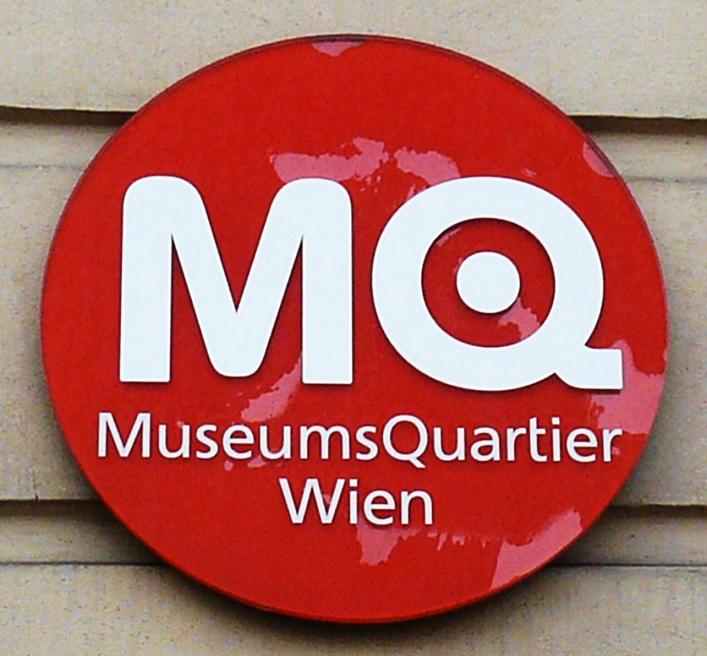
Logo MQ na jednym z budynków

Instytucja została założona w 1993, jako organizacja non-profit, w oparciu o wspólne inicjatywy rządu federalnego i zarządu miasta Wiednia. Jest subsydiowana przez Federalne Ministerstwo Edukacji, Kultury i Sztuki oraz wydzielone jednostki miasta Wiednia. W 2010 była zarządzana przez Dietmara Steinera (dyrektor) i Karin Lux (dyrektor zarządzający).

## Przestrzenie wystawiennicze
Od października 2001 Az W funkcjonuje w obrębie MuseumsQuartier, od strony Volkstheater. Dysponuje około 1000 m² powierzchni wystawienniczej. W 15-letniej historii zorganizowało 162 wystawy, 330 innych wydarzeń i 600 wycieczek architektonicznych.

## Dojazd
Dojazd zapewnia metro wiedeńskie – do stacji Volkstheater.